# Hradčany (ort i Tjeckien, Södra Mähren)
Hradčany är en ort i Tjeckien.   Den ligger i regionen Södra Mähren, i den östra delen av landet, 170 km sydost om huvudstaden Prag. Hradčany ligger 250 meter över havet och antalet invånare är 492.
Terrängen runt Hradčany är kuperad åt nordväst, men åt sydost är den platt. Hradčany ligger nere i en dal.Runt Hradčany är det tätbefolkat, med 762 invånare per kvadratkilometer. Närmaste större samhälle är Brno, 19,0 km sydost om Hradčany. I omgivningarna runt Hradčany växer i huvudsak blandskog.